# 제39회 카를로비바리 국제 영화제
제39회 카를로비바리 국제 영화제는 2004년 7월 2일에 열린 시상식이다.

## 수상 및 후보

### 대상(장편)
- Certi bambini - Andrea Frazzi 수상

### 심사위원특별상(장편)
- Tu - Zrinko Ogresta 수상

### 감독상(장편)
- Leon y Olvido - Xavier Bermudez 수상

### 여우주연상(장편)
- 그날 이후 - 카렌-리즈 마인스터 수상
- Leon y Olvido - Marta Larralde 수상

### 남우주연상(장편)
- 나폴라 - 막스 리멜트 수상

### 다큐멘터리상
- 소리없는 결혼 - 빠벨 메드베데프 수상

### 심사위원특별언급(다큐멘터리)
- 운터태그 - 지스카 리켈스 수상
- Niceho nelituji - Theodora Remundov 수상

### 관객상
- 낙타의 눈물 - 비암바수렌 다바아 수상

### 영화제 위원장상
- 하비 케이틀 수상
- 미로슬라브 온드리섹 수상
- 로만 폴란스키 수상

### 수평선부문
- 응시 - 김혜지